# ماناناسی
ماناناسی (به لاتین: Mananasy) یک منطقهٔ مسکونی در ماداگاسکار است که در سوآناندریان (بخش) واقع شده‌است.
 ماناناسی  ۱۶٬۰۰۰ نفر جمعیت دارد و ۱٬۱۹۱ متر بالاتر از سطح دریا واقع شده‌است.